# Аерокосмічний метод дослідження
Аерокосмі́чний ме́тод дослі́дження — варіант дистанційних методів дослідження, система методів вивчення властивостей ландшафтів і їх змін з використанням ґвинтокрилів, літаків, пілотованих космічних кораблів, орбітальних станцій і спеціальних космічних апаратів, оснащених, як правило, різноманітною знімальною апаратурою.
Виділяють візуальні, фотографічні, електронні і геофізичні методи дослідження.
Застосування аерокосмічних методів дослідження прискорює і спрощує процес картографування і має велике значення при організації моніторингу за станом навколишнього середовища.